# Каспар Яндер
Каспар Яндер (нім. Caspar Jander, нар. 23 березня 2003, Мюнстер, Німеччина) — німецький футболіст, півзахисник клубу «Нюрнберг».

## Ігрова кар'єра

### Клубна
Каспар Яндер почав займатися футболом у своєму рідному місті в клубі «Пройсен Мюнстер». Пізніше він пройшов через ряд молодіжних команд німецьких клубів. У 2021 році Яндер приєднався до молодіжної команди «Дуйсбурга». 
Під час зимової перерви сезону 2021/22 Яндера було залучено до тренувань першої команди «Дуйсбурга». 23 січня 2022 року у матчі Ліги 3 проти «Саарбрюкена» Яндер дебютував на професійному рівні.
Влітку 2024 року Яндер як вільний агент перейшов до клубу Другої Бундесліги «Нюрнберг».

### Збірна
В березні 2025 року Каспар Яндер дебютував у складі молодіжної збірної Німеччини. В червні 2025 року Каспар взяв участь у молодіжному чемпіонаті Європи у Словаччині.